# جايمس لين الين
جايمس لين الين (21 ديسمبر 1849 - 18 فبراير 1925) (بالإنجليزية: James Lane Allen) هو روائي وكاتب قصة قصيرة أمريكي. ولد في ليكسينغتون في ولاية كنتاكي، وعاش شبابه هناك إبان الحرب الأهلية. تخرج من جامعة بنسلفانيا في 1872. وفي 1893 انتقل إلى مدينة نيويورك حيث عاش هناك حتى مماته. وكان من المساهمين في مجلة هاربر، ومجلة أتلانتيك الشهرية، وله مساهمات في المجلات الشعبية في ذلك الوقت. حققت رواياته مبيعات عالية وشعبية كبيرة. توفي في 1925 ودفن في مسقط رأسه ليكسنغتون.

## وصلات خارجية
- JAMES LANE ALLEN by George Brosi
- Works by James Lane Allen available online
- مؤلفات جايمس لين الين في مشروع غوتنبرغ
- James Allen at Find-A-Grave
- James Lane Allen : a sketch of his life and work, with portrait. Macmillan. 1900. مؤرشف من الأصل في 2020-04-12. اطلع عليه بتاريخ 2008-11-22.